# Flor Cernuda
Flor Cernuda Arrones (Quintanar de la Orden, 1918 - Madrid, 31 de marzo de 2014) fue una militante y poeta de las Juventudes Socialistas Unificadas (JSU) y del Partido Comunista Español (PCE), miembro del  Socorro Rojo internacional (SRI) y represaliada por la dictadura franquista.

## Trayectoria
Nació en Quintanar de la Orden en 1918, pero siendo niña la familia se trasladó a Villacañas. A los 17 años, comenzó a trabajar en el SRI.  Se trasladó a Valencia y comenzó a militar en las JSU para después incorporarse al PCE. Cuando estalló la guerra civil se trasladó a Madrid, donde formó parte del Comité Ejecutivo Nacional del SRI. Allí se dedicó, sobre todo, a la labor cultural, especialmente la cinematográfica. En el SRI trabajó junto a la fotógrafa Tina Modotti. Su testimonio ha servido para reconstruir el trabajo de Modotti en el SRI.
Tras el golpe de Casado, regresó a Villacañas. El 28 de marzo de 1939, Flor fue detenida, rapada y llevada a la cárcel del pueblo.
Fue trasladada a la cárcel de Lillo, a la que estaban trasladando presos de toda la provincia de Toledo. Fue juzgada y condenada a 12 años de prisión. El 7 de noviembre de 1939 sufrió un simulacro de fusilamiento. Su hermano había marchado al frente y desaparecido. En noviembre de 1939 falleció su madre por “afección moral”, según el certificado médico.
El 28 de diciembre de 1939 fue llevada al penal de Ocaña, donde contrajo una grave infección en las piernas. Fue introducida en la cárcel en camilla. La prisión era un antiguo convento que no tenía atención médica. Sus compañeras la bajaban diariamente desde el tercer piso hasta el patio.
Después fue trasladada a la prisión de Orúe en Bilbao. Con los primeros indultos salió en libertad pero fue desterrada a Portugalete, donde pasó un año hasta que le levantaron el destierro y regresó a Villacañas. Ante el acoso pidió poder marcharse y fue a Madrid donde encontró trabajo. Su padre murió sin asistencia médica, por negarse a comulgar y confesar. Se carteó con otro preso político con el que se casó en 1949. Siguieron militando en el PCE clandestinamente. En 1962 fue detenida y llevada a Gobernación. La última detención la sufrió en marzo de 1977, por participar en un acto a favor de la amnistía de los presos políticos.
Comenzó a escribir poesía y a trabajar en el Club de Amigos de la UNESCO (CAUM). Más tarde, fue cofundadora de la Asociación pro Derechos Humanos de España.
Murió el 31 de marzo de 2014.

## Memoria histórica
El testimonio de Flor Cernuda constituye el capítulo 12.º del libro primero, Cárcel de mujeres (1939- 1945) de los tres libros de Tomasa Cuevas publicados juntos bajo el título: Testimonios de mujeres en las cárceles franquistas en 2004.